# Route nationale 76
La route nationale 76 (RN 76 o N 76) è stata una strada nazionale francese che partiva da Saint-Pierre-le-Moûtier e terminava a Tours dopo 210 km. Oggi è completamente declassata.

## Percorso
Originariamente partiva dalla N7 presso Nevers, si dirigeva ad ovest passando sull’Allier e per La Guerche-sur-l'Aubois ed Avord, quindi raggiungeva Bourges. Negli anni ‘70 questo tratto venne declassato a D976 e la nuova N76 si staccava dalla N7 più a sud, non lontano da Saint-Pierre-le-Moûtier. Essa assorbì tratti appartenuti alla N151, alla N719 ed alla N153 ed attraversava l’Allier e il centro di Sancoins prima di Bourges: dal 2006 è nota come D2076.
Da Bourges, oggi sempre classificata come dipartimentale, la N76 proseguiva verso nord-ovest e, da Mehun-sur-Yèvre, costeggiava a lungo l’Yèvre servendo Vierzon, poi lo Cher passando per Châtres-sur-Cher (da dove oggi si chiama D976), Villefranche-sur-Cher, Selles-sur-Cher, Noyers-sur-Cher, Thésée (dove attraversa il fiume), Saint-Georges-sur-Cher, Bléré ed infine Tours, dove si immetteva nella N10.